# Филмска екипа
Филмска екипа (франц. Équipe) је група људи различитих занимања, који учествују у производњи једног филма. То је основна организационо-технолошка јединица за производњу филма.
Филмска екипа се сваки пут изнова конституише за производњу само једног филма, због стваралачких, организационих и економских разлога. За различите врсте филмова, формирају се различите екипе. Најстандарднију структуру имају екипе дугометражних играних филмова јер играни филм садржи око 50 филмских занимања и специјализација, али број чланова екипе зависи од сложености пројекта.
Уколико се ради о филму са великим – технолошким захтевима, екипа ће имати више стотина чланова и неколико хиљада сарадника – статиста.

### Састав екипе
Састав екипе је изузетно разнолик, јер се у њој налазе сви нивои стручности и образовања, од неквалификованих радника, преко специјалиста у области филма, до врхунских уметника, а по годинама старости у екипи се срећу актери од раног дечјег узраста до највише старосне доби.
На истом задатку се, дакле, окупљају, с једне стране, стручњаци за неку од техничких дисциплина, и са друге, уметници у области филма, музике или литературе.

### Етапе производње филма и ангажовање одређених чланова екипе
Свој производни задатак, екипа обавља током више фаза производње:
1. претходне припреме,
2. опште припреме,
3. непосредне припреме,
4. периода снимања и
5. обраде.

Током ових фаза производње, екипа се постепено формира и осипа, јер је напуштају сви они који су завршили свој део посла. Пун састав има само у периоду снимања.
Иако екипа предствља орагнизационо – технолошку целину са јасно одређеним задатком, у њој уочавамо мање целине које обављају делимично заокружене послове.

### Сектори организације филмске екипе
Ови тимови усмерене специфичне делатности у саставу филмске екипе зову се сектори. Тако постоје:
- сектор режије – редитељ, помоћник редитеља, асистенти редитеља и секретар режије;
- сектор камере – директор фотографије, сниматељ (швенкер), асистенти камере;
- сектор организације – директор филма / вођа снимања, помоћни директор филма, помоћни директор снимања, секретар екипе, евидентичар (аналитичар), благајник, дактилограф, лекар, набављач (економ), магационер, возачи, бифеџија и курир;
- сектор сценографије – сценограф, асистент сценографа, филмски архитекта, реквизитер – набављач, сценски реквизитер, сценски мајстор, сценски радници, декоратери, сценограф опреме, сценограф специјалних ефеката, сценограф реализатор;
- сектор костимографије – костимограф (сликар костима), асистент костимографа, сликар маски, маскер, шминкер, асистент шминкера, фризер, власуљар, гардеробери;
- сектор тона – сниматељ тона, микроман, тонски камерман и тонски инжењер итд.[2]

Сваки сектор има руководеће и одговорно лице у надлежности сектора. При формирању екипе, руководилац сектора има пресудну улогу и право одабира чланова свога сектора. 

### Процес рада филмске екипе
1. Екипа почиње да делује као независна продукцијска јединица након што је сценарио дефинитивно прихваћен.
2. Режисер креира књигу снимања на основу које се саставља продукциони записник у чијој изради учествује најужи део екипе (редитељ, директор филма, главни сниматељ, сценограф, костимограф, помоћник редитеља, секретар режије и, у музичким филмовима, композитор). У тој фази се врши израда оперативног плана за продукцију филма по данима и локацијама, избор сценографских објеката, одабир глумаца (евентуално и аудиција).
3. Током снимање, екипа ради у највећем саставу.
4. Приликом обраде филма у рад се укључује монтажа (монтажер са својим помоћницима) и
5. сектор за обраду звука (сниматељ звука, музички директор, композитор, диригент, извођачи музике и специјалних звучних ефеката).[2]

### Историјски развој филмске екипе
У првим годинама историје филма, екипа је била неупоредиво мања. У почетку је то била само једна особа, која је истовремено била редитељ, сниматељ и организатор снимања, а такође је радила монтажу и лабораторијску обраду филма. 
Већ средином прве деценије 20. века, распрострањивањем филма, укрупњавају се и потребе тржишта и захтеви публике, па се екипа повећава. 
Са преласком у индустријску производњу филма,  долази до профилисане систематизације и специјализације филмских професија. Већина чланова тима везује се сталним уговором за продуцента, а почињу да се јављају и класне (синдикалне) организације које одређују опште услове за закључивање уговора између чланова екипе и продуцента. 

Касније, даљим развојем индуструјске производње, филмска екипа почиње да делује као самостална економска јединица, која своје односе са продуцентом, поред појединачних уговора, регулише и посебним колективним уговором и у одређеној мери учествује у расподели прихода филма. Даљим развојем односа између продуцента и екипе, као и односа унутар саме екипе, настају самосталне филмске радне заједнице које у правном смислу заступају самосталног продуцента одређеног филма.

### Екипа документарног филма
Екипа за снимање документарних филмова нема чврсто утврђен стандардни облик јер су и документарни филмови врло различити по тематици и сложености.
Екипа која снима, на пример, Олимпијске игре имаће преко стотину чланова, али ће је најчешће сачињавати: редитељ, сниматељ, асистент сниматеља, организатор, монтажер, сниматељ звука, расветљивач и понеко од помоћног особља.

### Екипа анимираног филма
Екипа за снимање анимираних филмова, битно се разликује од играних и документарних филмова и садржи занимања која се не сусрећу у осталим деловима кинематографије:
- сликар позадине,
- аниматори,
- главни цртач,
- фазер,
- кописта итд.[1]